# Кръстатица
Кръстатица е село в Южна България. То се намира в община Баните, област Смолян.

## География
Село Кръстатица се намира в планински район.

## История
Първите заселници по данни на предците ни са от съседното село Оряховец, което води от началото на 19 век. След което се разраства, като достига най-голямата си численост през 60-те 70-те години на 20 век. Поради липсата на препитание за жителите на село Кръстатица, голяма част от тях започват да се изселват. Най-многобройната група се ориентира в гр. Кърджали, друга голяма част от населението се изселва в Казанлъшко (селата Шейново, Ясеново, Крън). населението в селото. вече е под 50 души